# Atak na szkołę Enocha Browna

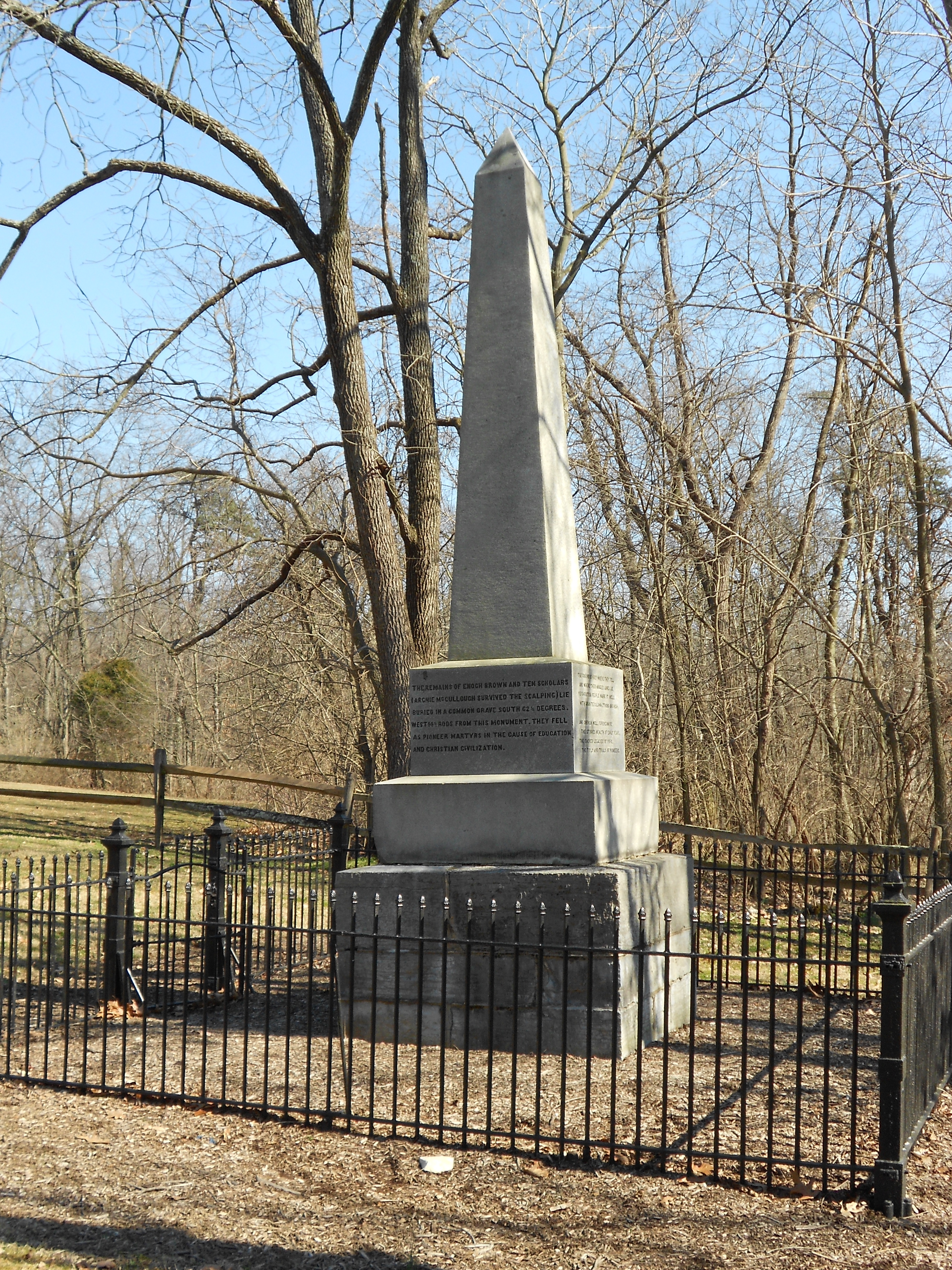
Obelisk upamiętniający ofiary ataku

Atak na szkołę Enocha Browna – atak trzech Indian z plemienia Delawarów na szkołę w Pensylwanii (wówczas stanowiącej jeszcze część brytyjskich Trzynastu Kolonii), który miał miejsce 26 lipca 1764 roku i był częścią powstania Pontiaka. Jest uznawany za pierwszą strzelaninę szkolną w Ameryce. W wyniku incydentu zmarł nauczyciel (który został, w zależności od źródeł, zastrzelony lub zatłuczony na śmierć) oraz 9 lub 10 uczniów. Wszystkie ofiary oskalpowano. Raniono również jednego chłopca, który został oskalpowany, ale przeżył.